# 香港二十元紙幣

匯豐銀行於1986-1989年間發行的香港20元紙幣，又稱「黑柴」

二十元紙幣，現時流通的香港紙幣之一，面額為20港元，目前分別由香港3所發鈔銀行發行。截至2014年底并以鈔票編號計算，20元紙幣是發行数量最多的紙幣，占全部流通港币的36.6%。

## 歷史
20元紙幣在1866至1884年由東藩滙理銀行發行，被列為珍貴收藏品。
在1985年渣打銀行發行香港20元紙幣，並以綠色為主調，1年後香港上海滙豐銀行也開始推出綠色的20元紙幣。到了1990年滙豐銀行的20元紙幣設計稍為變動，又改以桃色印刷。
在1993年，兩間發鈔銀行因應香港主權移交日期漸近，更改了原本帶有英國色彩的鈔票設計。不過，渣打銀行的紙幣顏色沒有改變，而滙豐銀行的紙幣卻改為灰紫色。到了1994年，中國銀行香港分行（即後來的中銀香港）也加入發行淺藍色的20元紙幣。
20元紙幣剛面世時，作用只是輔助10元紙幣，所以發行數量相當少（以鈔票編號計算，遠少於10元紙幣），但自從滙豐銀行及渣打銀行分別於1993年及1996年停止發行10元紙幣後，便開始大量發行20元紙幣。另一方面，發鈔銀行停止發行10元紙幣後，原有的10元紙幣被民眾大量收起，流通量大幅下降，20元紙幣很快便成為廣泛流通的鈔票。另外，由於50元紙幣的發行量偏低,加上銀行對舊版紫色50元紙幣進行強制回收，所以當民眾用100元紙幣購買50元以下的東西，找續時經常收到最少2張20元紙幣（以往是收到最少5張10元「青蟹」紙幣；亦有少數情況下收到最少3張/個10元紙幣/硬幣），而不是1張50元紙幣。
值得一提的是，渣打銀行2003及2010版的20元紙幣不再採用當時沿用了17年的「贔屓」圖案（此圖案改在50元紙幣上使用），改用舊版10元紙幣的「螭吻」圖案。
2004年，3間發鈔銀行的20元紙幣設計同時更改，顏色也統一為藍色。
2008年7月，中銀香港發行了面額為20港元的北京2008年奧運會港幣紀念鈔票，全套共五款，引發市民排隊搶購熱潮。
2018年7月24日，香港金融管理局及3間發鈔銀行宣布發行新版20元鈔票，以飲茶為主題，並於2020年1月14日與50元同時推出。
巧合的是，現時的20歐元鈔票也是以藍色為主調。

## 紙幣暱稱

### 匯豐銀行發行
- 1986-1989年：黑柴，紙幣是黑色
- 1990-1991年：橙柴，紙幣是橙色

### 渣打銀行發行
- 1985-1992年：長棍龜，紙幣左邊的條形較長和有一隻龜
- 1993-2002年：短棍龜，紙幣左邊的條形較短和有一隻龜

## 現時一般流通的二十元紙幣
| 發鈔銀行  | 發鈔銀行 | 滙豐銀行                                | 渣打銀行             | 中銀香港           |
| 尺寸      | 尺寸     | 143mm x 71.5mm                          | 143mm x 71.5mm       | 143mm x 71.5mm     |
| 2003 系列 | 正面圖案 | 銅獅「施迪」（Stitt）                   | 螭吻                 | 中銀大廈           |
| 2003 系列 | 正面圖案 |                                         |                      |                    |
| 2003 系列 | 反面圖案 | 太平山頂眺望維港、凌霄閣、山頂纜車      | 1850年的香港海港景象 | 凌霄閣             |
| 2003 系列 | 反面圖案 |                                         |                      |                    |
| 2010 系列 | 正面圖案 | 銅獅「施迪」（Stitt），香港汇丰总行大厦 | 螭吻                 | 中銀大廈，洋紫荆花 |
| 2010 系列 | 正面圖案 |                                         |                      |                    |
| 2010 系列 | 反面圖案 | 中秋节儿童手持灯笼玩耍                  | 算盘，二进制码       | 浅水湾             |
| 2010 系列 | 反面圖案 |                                         |                      |                    |
| 2018 系列 | 正面圖案 | 銅獅「施迪」，汇丰大厦                  | 渣打銀行大廈         | 中銀大廈，洋紫荆花 |
| 2018 系列 | 正面圖案 |                                         |                      |                    |
| 2018 系列 | 反面圖案 | 一家茶敍                                | 一家茶敍             | 一家茶敍           |
| 2018 系列 | 反面圖案 |                                         |                      |                    |

### 滙豐銀行
| 版本 | 發行年份     | 發行資料     | 簽署                                            | 流通情況   |
| ---- | ------------ | ------------ | ----------------------------------------------- | ---------- |
| 1985 | 1986年1月1日 | AA-AK        | 總經理：雷興悟（Peter Wrangham）                | 已退出流通 |
| 1985 | 1987年1月1日 | AL-AM        | 總經理：雷興悟（Peter Wrangham）                | 已退出流通 |
| 1985 | 1988年1月1日 | AN-BA        | 執行董事：雷興悟（Peter Wrangham）              | 已退出流通 |
| 1985 | 1989年1月1日 | BB-BN        | 總經理：施偉富（Paul Selway-Swift）             | 已退出流通 |
| 1990 | 1990年1月1日 | BP-BZ        | 總經理：施偉富（Paul Selway-Swift）             | 已退出流通 |
| 1990 | 1991年1月1日 | CA-CH        | 總經理：施偉富（Paul Selway-Swift）             | 已退出流通 |
| 1993 | 1993年1月1日 | AA-AU        | 執行董事：施偉富（Paul Selway-Swift）           | 已退出流通 |
| 1993 | 1994年1月1日 | AV-DB        | 執行董事：施偉富（Paul Selway-Swift）           | 已退出流通 |
| 1993 | 1995年1月1日 | DC-GF        | 執行董事：施偉富（Paul Selway-Swift）           | 已退出流通 |
| 1993 | 1996年1月1日 | GG-KL        | 執行董事：施偉富（Paul Selway-Swift）           | 已退出流通 |
| 1993 | 1997年1月1日 | KM-LS        | 總經理：林紀利（Christopher Patrick Langley）   | 已退出流通 |
| 1993 | 1997年7月1日 | AA-DM        | 總經理：林紀利（Christopher Patrick Langley）   | 已退出流通 |
| 1993 | 1998年1月1日 | DN-KE        | 總經理：林紀利（Christopher Patrick Langley）   | 已退出流通 |
| 1993 | 1999年1月1日 | KF-NM        | 執行董事：林紀利（Christopher Patrick Langley） | 已退出流通 |
| 1993 | 2000年1月1日 | NM-NW        | 總經理：柯清輝                                  | 已退出流通 |
| 1993 | 2001年1月1日 | NW-RU        | 總經理：柯清輝                                  | 已退出流通 |
| 1993 | 2002年1月1日 | RU-UZ        | 總經理：柯清輝                                  | 已退出流通 |
| 2003 | 2003年7月1日 | AA-ED        | 總經理：柯清輝                                  | 現較少流通 |
| 2003 | 2005年1月1日 | EE-HH        | 總經理：柯清輝                                  | 現較少流通 |
| 2003 | 2006年1月1日 | HH-LF        | 執行董事：王冬勝                                | 現較少流通 |
| 2003 | 2007年1月1日 | LF-PD        | 執行董事：王冬勝                                | 現較少流通 |
| 2003 | 2008年1月1日 | PD-SZ        | 執行董事：王冬勝                                | 現較少流通 |
| 2003 | 2009年1月1日 | TA-YZ、AA-DU | 執行董事：王冬勝                                | 現較少流通 |
| 2010 | 2010年1月1日 | AA-EV        | 執行董事：王冬勝                                | 流通中     |
| 2010 | 2012年1月1日 | EW-JJ        | 行政總裁：王冬勝                                | 流通中     |
| 2010 | 2013年1月1日 | JK-MV        | 行政總裁：王冬勝                                | 流通中     |
| 2010 | 2014年1月1日 | MW-SV        | 行政總裁：王冬勝                                | 流通中     |
| 2010 | 2016年1月1日 | SW-ZZ、AA-GB | 行政總裁：王冬勝                                | 流通中     |
| 2018 | 2018年1月1日 | AA-GX        | 行政總裁：王冬勝                                | 流通中     |
| 2018 | 2020年1月1日 | GY-MB        | 行政總裁：王冬勝                                | 流通中     |
| 2018 | 2023年1月1日 | MC-RH        | 聯席行政總裁：廖宜建、羅銘哲（Surendra Rosha）  | 流通中     |

### 渣打銀行
| 版本 | 發行年份     | 發行資料   | 簽署                                                                            | 流通情況   |
| ---- | ------------ | ---------- | ------------------------------------------------------------------------------- | ---------- |
| 1985 | 1985年1月1日 | A-M        | 地區總經理：白朗（William Brown）、財務總管：麥華禮（Mark Waller）              | 已退出流通 |
| 1985 | 1992年1月1日 | N-P        | 地區總經理：黎恪義（Anthony Willilam Nicolle）、財務總監：麥華禮（Mark Waller） | 已退出流通 |
| 1993 | 1993年1月1日 | A-B        | 地區總經理：黎恪義（Anthony Willilam Nicolle）、財務總監：麥華禮（Mark Waller） | 已退出流通 |
| 1993 | 1994年1月1日 | C-M        | 總經理：黎恪義（Anthony Willilam Nicolle）、財務主管：麥華禮（Mark Waller）     | 已退出流通 |
| 1993 | 1995年1月1日 | N-Y、AA-AZ | 總經理：華禮信（Ian Ramsay Wilson）、財務主管：（Paul Turner）                  | 已退出流通 |
| 1993 | 1996年1月1日 | BA-BQ      | 總經理：華禮信（Ian Ramsay Wilson）、財務主管：（Paul Turner）                  | 已退出流通 |
| 1993 | 1997年1月1日 | BR-CR      | 總經理：華禮信（Ian Ramsay Wilson）、財務主管：（Paul Turner）                  | 已退出流通 |
| 1993 | 1997年7月1日 | A-B        | 總經理：華禮信（Ian Ramsay Wilson）、財務主管：（Paul Turner）                  | 已退出流通 |
| 1993 | 1998年1月1日 | CS-DX      | 行政總裁：戴維思（Evan Mervyn Davies）、財務主管：David Chang                   | 已退出流通 |
| 1993 | 1999年1月1日 | DY-EY      | 行政總裁：戴維思（Evan Mervyn Davies）、財務主管：David Chang                   | 已退出流通 |
| 1993 | 2000年1月1日 | EZ-FY      | 行政總裁：戴維思（Evan Mervyn Davies）、財務主管：David Chang                   | 已退出流通 |
| 1993 | 2001年1月1日 | FZ-GP      | 總經理兼行政總裁：王冬勝、財務總監：馮隆春                                      | 已退出流通 |
| 1993 | 2002年1月1日 | GQ-HK      | 總經理兼行政總裁：王冬勝、財務總監：馮隆春                                      | 已退出流通 |
| 2003 | 2003年7月1日 | AA-FR      | 董事：王冬勝、財務總監：馮隆春                                                  | 現較少流通 |
| 2010 | 2010年1月1日 | AA-BE      | 行政總裁：洪丕正、財務總監：馮隆春                                              | 流通中     |
| 2010 | 2012年1月1日 | BF-BR      | 行政總裁：洪丕正、財務總監：華實廉（Saleem Razvi）                              | 流通中     |
| 2010 | 2013年1月1日 | BS-CN      | 行政總裁：洪丕正、財務總監：林傅聰                                              | 流通中     |
| 2010 | 2014年1月1日 | CP-EH      | 行政總裁：洪丕正、財務總監：林傅聰                                              | 流通中     |
| 2010 | 2016年1月1日 | EJ-HZ      | 行政總裁：陳秀梅、財務總監：林傅聰                                              | 流通中     |
| 2018 | 2018年1月1日 | AA-BW      | 行政總裁：禤惠儀、財務總監：侯綺雯                                              | 流通中     |
| 2018 | 2020年1月1日 | BX-CX      | 行政總裁：洪丕正、財務總監：龐維哲（Gregory John Powell）                       | 流通中     |
| 2018 | 2023年1月1日 | CY-DZ      | 行政總裁：洪丕正、財務總監：華實廉（Saleem Razvi）                              | 流通中     |

### 中銀香港
| 版本 | 發行年份     | 發行資料 | 簽署                   | 流通情況   |
| ---- | ------------ | -------- | ---------------------- | ---------- |
| 1994 | 1994年5月1日 | AA-AS    | 香港分行總經理：周振興 | 已退出流通 |
| 1994 | 1996年1月1日 | BF-BR    | 香港分行總經理：羊子林 | 已退出流通 |
| 1994 | 1997年7月1日 | BR-DH    | 香港分行總經理：羊子林 | 已退出流通 |
| 1994 | 1998年1月1日 | DH-FQ    | 香港分行總經理：劉金寶 | 已退出流通 |
| 1994 | 1999年1月1日 | FQ-HZ    | 香港分行總經理：劉金寶 | 已退出流通 |
| 1994 | 2000年1月1日 | AA-CL    | 香港分行總經理：劉金寶 | 已退出流通 |
| 2003 | 2003年7月1日 | AA-CM    | 總裁：和廣北           | 現較少流通 |
| 2003 | 2005年1月1日 | CN-DC    | 總裁：和廣北           | 現較少流通 |
| 2003 | 2006年1月1日 | DD-EJ    | 總裁：和廣北           | 現較少流通 |
| 2003 | 2007年1月1日 | EK-FT    | 總裁：和廣北           | 現較少流通 |
| 2003 | 2008年1月1日 | FU-HF    | 總裁：和廣北           | 現較少流通 |
| 2003 | 2009年1月1日 | HF-LQ    | 總裁：和廣北           | 現較少流通 |
| 2010 | 2010年1月1日 | AA-BZ    | 總裁：和廣北           | 流通中     |
| 2010 | 2012年1月1日 | CA-CC    | 總裁：和廣北           | 流通中     |
| 2010 | 2013年1月1日 | CD-CY    | 總裁：和廣北           | 流通中     |
| 2010 | 2014年1月1日 | CZ-EM    | 總裁：和廣北           | 流通中     |
| 2010 | 2015年7月1日 | EN-MG    | 總裁：岳毅             | 流通中     |
| 2018 | 2018年1月1日 | AA-CV    | 總裁：高迎欣           | 流通中     |
| 2018 | 2021年1月1日 | CW-GL    | 總裁：孫煜             | 流通中     |
| 2018 | 2023年1月1日 | GM-KB    | 總裁：孫煜             | 流通中     |